# Autobianchi Primula
O  Primula  é um modelo compacto da Autobianchi.